# Élections constituantes de 1945 dans l'Ardèche
Les élections constituantes françaises de 1945 se déroulent le 21 octobre.

## Mode de scrutin
Les députés sont élus selon le système de représentation proportionnelle suivant la règle de la plus forte moyenne dans le département, sans panachage ni vote préférentiel. 
Il y a 586 sièges à pourvoir.
Dans le département de l'Ardèche, quatre députés sont à élire.

## Élus
Les quatre députés élus sont : 
| Identité        | Parti | Parti |
| --------------- | ----- | ----- |
| Paul Ribeyre    |       | PPUS  |
| Joseph Allauzen |       | PRL   |
| Roger Roucaute  |       | PCF   |
| Édouard Froment |       | SFIO  |

## Résultats

### Résultats à l'échelle du département
| Liste (Parti)  | Liste (Parti)                                       | Tête de liste    | Résultats | Résultats | Sièges | Sièges |
| Liste (Parti)  | Liste (Parti)                                       | Tête de liste    | Voix      | %         |        |        |
| -------------- | --------------------------------------------------- | ---------------- | --------- | --------- | ------ | ------ |
|                | Républicaine « Liberté » et « Concorde » (PPUS-PRL) | Paul Ribeyre     | 41 988    | 31,10     | 2      |        |
|                | Parti communiste français                           | Adrien Renard    | 36 457    | 27,00     | 1      |        |
|                | Section française de l'Internationale ouvrière      | Édouard Froment  | 24 975    | 18,50     | 1      |        |
|                | Mouvement républicain populaire                     | François Binoche | 20 822    | 15,42     | -      |        |
|                | Parti républicain, radical et radical-socialiste    | Marcel Astier    | 10 769    | 7,98      | -      |        |
|                |                                                     |                  |           |           |        |        |
| Inscrits       | Inscrits                                            | Inscrits         | 172 941   | 100,00    | 4      |        |
| Votants        | Votants                                             | Votants          | 137 168   | 79,32     |        |        |
| Blancs et nuls | Blancs et nuls                                      | Blancs et nuls   | 2 157     | 1,57      |        |        |
| Exprimés       | Exprimés                                            | Exprimés         | 135 011   | 98,43     |        |        |